# Сефарди
Сефарди (хебр. ספרדים, дословно Шпанци) су Јевреји потомци прогнаних из Шпаније и Португалије, углавном 1492. године. Њихови сународници из Немачке су Ашкенази. У Библији (Авд. 1:20) Сефарад се односи на Малу Азију, али је у средњем веку доведен у везу са Шпанијом. Тај израз је у популарној употреби почео да означава и Јевреје из исламског света. Раштркани на све четири стране света, међу оно мало ствари које су понели са собом налазила се њихова богата културна оставштина, мелодичан језик и носталгичне романсе које су их везивале за стари крај. Са друге стране, земље које су их примиле раширених руку имале су срећу да стекну изванредне грађане: интелектуалце, лекаре и трговце који су чинили да привреда процвета где год да су се настанили.
Сефарад је, заправо, хебрејски назив за Шпанију а, у ужем смислу, los sefardím (множина од sefardí) су Јевреји пореклом са Иберијског полуострва. Сефард је првенствено једно културно и лингвистичко одређење, које се односи на посебну религијску праксу и обичаје, те језик. Постоји јединствен народни говорни језик - јеврејско-шпански (el judeo-español), те писани духовни - ладино. Посебно су популарне сефардске романсе, лирско-епска поезија корена из времена које је претходило и у време Реконкисте. У сефардске јунаке спадају дивови јеврејске филозофије, на пример Раби Моше бен Мајмон (רמב"ם, Рамбам, Мајмонидес), Бен Јозеф Са'адија и Јехуда Ха'Леви. По изгону срећемо једног од утицајнијих филозофа светских размера и карактера, изопштеног рационалисту Баруха де Спинозу.

## Историја
Након што су готово хиљаду година живели на шпанском тлу, били су протерани 1492. године. 
Неки од ових шпанских изгнаника су емигрирали у Португалију, али су оданде били убрзо протерани (1497). Настанили су се углавном у Мароку, Османском царству, Француској, Италији, али и Северној Америци, Холандији, на Карибима и у Енглеској. У мањем броју су се настанили у другим земљама.
Los sefardím су били примљени раширених руку у Османској царевини. Када је на истанбулском пристаништу дочекао бродове османске флоте који су превозили Јевреје од шпанских лука, султан Бајазит II је изговорио реченицу која ће постати чувена: Они који су их протерали губе, ја добијам. Солун је постао седиште најбројније сефардске заједнице, а шпанске избеглице су основале своје заједнице по целом Балканском полуострву. Судбина Јевреја у Османском царству пратила је, у свим успонима и падовима, судбину самог царства. Средином XIX века, сиромаштво и неписменост постали су велики проблем за многе сефардске заједнице, тако да су предузете озбиљне мере за његово решавање. Многе од ових мера имале су велики успех.
Током векова, у већини сефардских заједница одржала се носталгија за старим шпанским завичајем. Говорили су шпански јеврејски (који се у неким заједницама звао ладино), певали шпанске романсе и преносили са колена на колено приче и пословице.
Јеврејске заједнице у Босни, Србији, Македонији, Хрватској и Грчкој претрпеле су страшно уништење током холокауста, док је Бугарска заштитила своје Јевреје (иако је Јевреје из окупиране Македоније и Тракије депортовала).
Осим Грчке и Турске, ове заједнице су биле касније под комунистичком влашћу. Многи Јевреји су емигрирали и мало њих је остало. Ратови који су вођени на тлу бивше Југославије деведесетих година за још стотине значио је нови егзодус, док су Јевреји у Бугарској с поносом почели од 1989. да обнављају живот у заједници (који им је био забрањен током година под комунизмом), и то пре свега захваљујући организацији American Jewish Joint Distibution Committee.
Јеврејске заједница у Турској, са преко 15.000 чланова и са центром у Истанбулу, још увек је снажна и активна. Заједница из Солуна, без обзира што је бледа сенка онога што је некада била, с поносом одржава структуру своје заједнице и брине се о својим старим члановима, док истовремено својим младим члановима улива осећај поноса што су Сефарди.
Поводом пет стотина година од протеривања Јевреја 1992, Шпанија има је одала пошту приређујући низ званичних и приватних комеморација. У Шпанији постоји значајан центар за сефардске студије на институту Arias Montano, као и музеј Сефарда у Толеду. Ипак, најзначајнији доказ шпанских напора да обнови старе везе са јеврејском заједницом пружен је 6. фебруара 2013. године, приликом свечаног отварања Сефардске куће Израел (Casa Sefarad Israel) у Мадриду. Циљ ове изузетне институције је да спасе од заборава и продуби проучавање сефардске културне баштине, као нераздвојног и живог дела шпанске културе. Такође, треба да послужи као промотер мира, дијалога и сарадње међу друштвима и културама.
Једно научно истраживање америчког часописа American Journal of Human Genetics доказало је да 20% данашњег шпанског становништва садржи генетске особине јеврејских Сефарда.

### Холокауст
Холокауст (гр. олокаустон) је дефинисан као систематско убијање Јевреја у Европи током Другог светског рата од стране нацистичке Немачке и њених савезника. Међутим, тема која се веома често заобилази јесте погром Јевреја Сефарда, који су већином живели на територији Балканског полуострва. Холокауст се изучава и памти пре свега као догађај који је погодио Ашкеназе (Јевреје из Немачке, Француске и источне Европе). Историја Сефарда, једне веома разноврсне мешавине становништва, није довољно позната светској јавности, а искуства Сефарда током Холокауста још мање.
Поред Ашкеназа, у Другом светском рату уништен је и велики део популације Сефарда, што је довело до готово потпуног нестанка њиховог језика и традиције. Јеврејске заједнице Сефарда из Француске и Холандије на северозападу, и из Југославије и Грчке на југу, скоро да су у целости нестале.
Пред сам почетак Другог светског рата сефардска заједница у Европи била је сконцентрисана на Балкану – у Грчкој, Југославији и Бугарској. Водећи центри налазили су се у Солуну, Сарајеву, Београду и Софији. Рат је оставио трага у свим јеврејским заједницама, али последице се нису свуда осећале исто. Оне су умногоме зависиле од врсте режима који је успостављен на различитим територијама.
Јеврејске заједнице у Србији и северној Грчкој, укључујући и 50.000 Јевреја из Солуна, потпале су под директну немачку окупацију у априлу 1942. године и претрпеле најтеже мере репресије – одузимање власништва, јавна понижења, присилни рад, узимање талаца. Убрзо након тога уследила је и депортација у Аушвиц. Многи су умрли од неухрањености. Мртви су спаљивани од марта до априла 1943. Јевреји из јужне Грчке потпали су под јурисдикцију Италијана, који су избегли доношење антисемитских закона и одупрли се сваком покушају Немачке да их пребаце у окупирану Пољску, све до капитулације Италије 8. септембра 1943.
Сефарди у Босни и Хрватској су од априла 1941. били под влашћу НДХ (Независна Држава Хрватска), којом је управљала Немачка. Они су сурово прогонили Србе, Јевреје и Роме и депортовали их у околне логоре, где су их масовно убијали. Привремена италијанска окупација не само приморја НДХ већ и отприлике 100 км дубоког залеђа августа 1941.одложила   је холокауст у тим крајевима, али, исто као и у јужној Грчкој, само до капитулације Италије 1943; тада се и ту холокауст одмах наставио где је августа 1941. привремено стао .Јевреји из Македоније и Тракије били су под бугарским окупационим снагама. Оне су им најпре одузеле држављанство, а потом их предале Немцима на депортацију. Не нарочито бројна, али ипак присутна јеврејска заједница у марионетској Великој Албанији која је обухватала и неке делове данашње Србије, Црне Горе, Македоније и Грчке, доживела је идентичну судбину.
Јевреји у Бугарској били су под влашћу нацистичких савезника који су им наметнули погубне антисемитске законе. Међутим, они нису депортовани, захваљујући интервенцији бугарског парламента, свештенства и интелектуалне елите. На тај начин су сачувани животи преко 50.000 бугарских Јевреја. Међутим, често се не наводи чињеница да је је Бугарска директно учествовала у погрому 13.000 Јевреја на територији бугарске Тракије и Македоније (Јевреји су тамо колективно етикетирани као "гркофили" односно "србофили"), тако да јој је неправо приписан епитет једине савезнице нацистичке Немачке која је у целости сачувала своју јеврејску заједницу.
Јевреји у северној Африци су се за време Другог светског рата идентификовали само као Јевреји или европски Јевреји, који су примили западни утицај преко француских и италијанских колонизација. Током Другог светског рата Мароко, Алжир, Тунис и Виши били су на страни Немачке. Јевреји који су живели на овим територијама били су изложени истим антисемитским законима као и Јевреји у Паризу. Јевреји у италијанској Либији такође су делили ову судбину. Јеврејске заједнице у тим европским државама северне Африке, у Бугарској и у Данској једине су поштеђене масовних депортација и погрома који су захватили остале јеврејске заједнице. Захваљујући операцији Бакља, савезници су спасили више од 400.000 Јевреја у Северној Африци.

## Сефарди данас
Сефардска заједница данас много је већа у држави Израел него што је била некада у Турској, у Сафеду. Тренутно постоје заједнице у градовима Тел Авив, Хаифи и Јерусалим. Они имају своје представнике у Кнесету, па чак и рабин служи као вођа заједнице, Шломо Амар. Сефардска верска странка Шас је главна политичка снага у Израелу и највећа конфесионална сила.
Уништавање већине сефардске заједнице у холокаусту у великој мери довело је до значајног смањења популације сефардско-шпанских говорника. То је довело да многи чланови сефардске заједнице буду распрострањени, углавном у Америци и Израелу; борили су се да се сачува језик, институционализовали су и промовисали научне и културне активности око њега. Основана на иницијативу председника Исака Навона, Национална управа за ладино, тело за проучавање сефардско-шпански, њихова заштита и очување. Ова институција редовно објављује часопис „Аки” у Јерусалиму, у потпуности штампан на сефардско-шпанском и садржи предмете од интереса за заједницу сефарда. Бенито Ариас Монтано из Мадридског Института такође објављује сличан рез, под називом Сефарад.
У Сједињеним Америчким Државама истиче се Фонд за развој сефардских студија и културе (FASAAC), где људи попут Алберта активно раде: Матарасо, Хосе Бенадрете Маир, Хенри В. Бесо и Давид Баросас, научници сефардске културе. Ова институција има широку архиву фотографија и докумената за истраживаче.
У Латинској Америци постоје сефардски храмови и гробља у већим заједницама. Постепено преплићу и сарађују са ашкенаским заједницама да опстану.
Недавно, Институт Сервантес у Истанбулу, у сарадњи са сефардском заједницом становника у граду, редовно уче сефардско-шпански. Фондација Франциско Кантера Бургос у шпанском граду Миранда де Ебро има највећу библиотеку о сефардско-јеврејским темама из Европе, и једна је од највећих на свету.
Од 1982. Шпанија је установила признање држављанства за Сефарде, што показује јасну везу са земљом. Национализација се обрађује преко споразума Савета министара. За обичан начин, рок за стицање држављанства по природи свог боравка сефардска је две године, као и на националном пореклу у Латинској Америци, Андоре, Филипина, Екваторијалне Гвинеје и Португалије.

### Сефарди у Југославији и Србији
Јеврејска популација у Србији, а и у претходној Југославији, углавном је била предодређена некадашњом аустријско-турском границом. У крајевима ослобођеним од Турака преовладавали су Сефарди. Изузетак је Земун (услед историјских избеглиштава из суседног Београда), са својим некадашњим сефардским живљем. Додатне сефардске општине, на 
територији данашње Републике Србије биле су: Шабац, Смедерево, Пожаревац, Крагујевац, Ниш, Пирот, Лесковац, Нови Пазар, Косовска Митровица и Приштина (насељавање је зависило од одобрења домаћих аутономних власти), а на територији данашње Републике Српске: Бања Лука, Приједор, Добој, Дервента, Шамац, Брчко, Бијељина, Зворник, Соколац, Рогатица и Вишеград. Током стотина година под Османлијама, Сефарди су се све више удаљавали од славе шпанског златног века, живећи изоловано од Европе, а изузевши трговину, углавном и од својих комшија. Еманципација и просвећивање су пристигли са огромним закашњењем, тек крајем XIX века. Слика се у међувремену обрнула, те су сада Сефарди били инфериорни спрам Ашкеназа у овим крајевима. Формирана су добротворна друштва са сврхом културно-просветне потпоре, попут београдске Потпоре и сарајевске Ла-Беневоленције. У периоду између два светска рата обујао је културни живот и рад Сефарада на овом поднебљу (журналистика, позоришта, певачка и спортска друштва, просветни и научни рад на тему уникатног културног блага сефардских Јевреја). Холокауст у Другом светском рату у бившој Југославији преживело је свега око 15.000 Јевреја (од око 75.000 предратних), само делом Сефарада. Враћајући се својим сатртим општинама окупили су се углавном у Београду и Сарајеву. Независношћу Израела 1948. емигрирало је у неколико група око 8.000 југословенских Јевреја.
У српској културној баштини записана су имена: Јехуду Алкалаја, Исака Самоковлије, Калмија Баруха, Жака Конфина, Елија Финција, Боре Баруха, Оскара Данона, Хајима Давича, Оскара Давича, Луја Давича, Давида Албахарија.
Са почетком ратних сукоба у Сарајеву, организован је „ваздушни мост” који је за један дан евакуисао готово све Јевреје (који су хтели да оду) из Сарајева. Бар половина њих је наставила за Израел.
И док Ашкенази имају презимена која звуче као германска, сефардска имена имају романску ноту као што су: Данон, Албахари, Романо, Демајо, Кабиљо, Монтиљо, Пинто, Конфорти, итд.

#### Сефарди у Београду
Алхамбра едиктом, потписаним 31. марта 1492. од стране католичког краљевског пара Фердинда II и Изабеле I, отворен је пут у Шпанској инквизицији да отпочне у историји незапамћен прогон Сефарда. Број изгнаних, за које се претпоставља да је био између 160.000 и 250.000, потражило је уточиште у европским земљама, крајњем северу Африке, као и на територији Османског царства. У нове крајеве Сефарди су понели свој језик – ђудео-еспањол познат као ладино, своју традицију и културу и обичаје земље у којој су вековима живели.
Београд су почели да насељавају средином 16. века. Своју махалу изградили су на Јалији, дунавској обали, да би се касније проширили до Дорћола, односно раскрснице улица краља Петра и цара Душана, центра тадашњег трговачког живота. Из рабинских респонса (питања и одговори) сазнајемо да су махалу чиниле приземне или куће на спрат, са баштама скривеним од погледа јавности, а радњама са уличне стране.
Насељавање Београда шпанским Јеврејима поклапа се са турском владавином у граду. Иако су плаћали харач, Јевреји су под османским владарима имали одређена грађанска и верска права. У прилог томе иде чињеница да је у то време основана Талмуд Тора, школа за јеврејске дечаке, а захваљујући београдском рабину Јехуди Лерми, у XVII веку је основана прва јешива, јеврејска верска школа.
Пред пад Београда у руке Аустријанаца 1688, у граду је живело око 800 сефардских Јевреја. Доласком нове власти нехришћанско становништво напушта своје домове. Јевреји налазе уточиште пре свега у градовима Османске империје. У Београд се враћају са његовим поновним освајањем од стране Османлија 1690, али у много мањем броју него што их је избегло. Упркос забрани зидања нових богомоља, јеврејска заједница је ипак добила дозволу од турских власти за градњу новог храма. Подигнут је у Мојсијевој улици, а међу становништвом је био познат као Ел кал вјежу (Стари храм). Тај мали кал, облика једнобродне базилике, вековима је, уз повремене поправке, одолевао ратовима и пожарима који су захватали град. Упркос бројним апелима, синагога је срушена после Другог светског рата. Уз њу је у XIX веку подигнута Казилику (Мала Синагога), која је служила за молитве преко недеље када није долазило много верника.
Осамнаести век обележиле су промене власти у Београду, смењујући се између турске и аустријске. То је довело до стагнације у целокупном развоју јеврејске заједнице, која је живела у сталном страху, прогонима и под разним забранама.
Буђењем националне свести српског народа почетком XIX века и отпора који је пружио османлијској доминацији, довело је 1815. до стварања Кнежевине Србије. За време прве владавине српског кнеза Милоша Обреновића (1815—1839), Јевреји хатишерифом добијају грађанска права. У граду је тада живело око 1200 Сефарда, као и мала ашкенаска заједница са око 200 душа. Јевреји се све више укључују у политичке и културне токове земље. У Књажеско-Сербској типографији, отвореној 1832, која је располагала и хебрејским словима, Јевреји почињу да штампају и своје књиге. Посебну благонаклоност, кнез Милош показивао је према Хајиму Бен-Давиду, који је био један од његових главних лифераната и банкара. Млада српска буржоазија видела је оштру конкуренцију у успону јеврејске заједнице, а неретко показивала и знаке нетолеранције. Ситуација се мења 1842. доласком на трон кнеза Александра Карађорђевића. Подстакнут већ увелико исказаним незадовољством Срба, објављује декрет којим се Јеврејима одузимају добијена грађанска права. Све до Берлинског конгреса 1878, на коме је Србији призната независност, ова права нису била враћена. Па чак и тада то је било само формално, док је стваран живот био сасвим другачији. Пуну деценију су се Јевреји борили како би им и уставом била укинута разна ограничења. Томе су допринели и напори огранка Alliance Israelite Universelle (Свеопште јеврејске алијансе), који је деловао у Србији, а на чијем челу је, по оснивању 1882, био Аврам Озеровић, касније посланик у Скупштини Србије.
Добијањем грађанских права загарантованих Уставом из 1888. започиње убрзани процес асимилације Јевреја. Многи, поготово млади, излазе из махале, напуштајући дотадашњи традиционални начин живота. Настањују се на падини Зерек, другој половини дорћолске трговачке чаршије, где отварају дућане у којима раде на јеврејске празнике, па чак и на шабат. Све мање посећују своју махалу, као и синагогу. Због тога је крајем XIX века руководство јеврејске вероисповедне општине сефардског обреда, на челу са тадашњим председником Јаковом М. Алкалајем, одлучио да на Зереку подигне нову синагогу. На поседу који је купљен завештаним новцем брачног пара Мате и Ракиле Леви, 1908. обављено је свечано освећење новоизграђене синагоге Бет Јусраел, данашња Улица цара Уроша. На истом плацу 1928, по пројекту јеврејског архитекте Самуела Сумбула, подигнут је Дом црквено-школске сефардске општине, данашња Улица краља Петра. Све до почетка Другог светског рата, општину су водиле истакнуте и значајне личности не само за јеврејску заједницу.

## Књижевност
Још од времена пре протеривања Јевреја из Шпаније, јеврејска култура на том простору може се сматрати билингвалном, што ће рећи да су постојали индивидуалци способни за литерарно стваралаштво на хебрејском језику који се вековима неговао, а касније, у XX веку, био ревитализован, као и на језицима Иберијског полуострва. Временом од иницијалног билингвизма који наслеђује дуализам јеврејског и шпанског, треба имати у виду да је целокупна сефардска култура, па и литерарно стваралаштво, настало у мешавини различитих језика.
Што се тиче литерарног стваралаштва Сефарда на језицима са Иберијског полуострва, не може да се посматра свеукупно као заокружена целина. То је посебан случај са Јеврејима који су напустили Иберијско полуострво не 1492. већ касније, и који су насилно покрштени и изгубили корак са јеврејским религијским обичајима јер су се касније раселили у Холандију и друге земље на истоку Европе. Они су током XVII века писали дела на шпанском, који је био практично исти као шпански језик на Иберијском полуострву, али у својим делима не показују типичне одлике којих има у делима Јевреја са Балкана.
Са временом, прво шпански, а потом и португалски, постепено нестају као писани језици и језици културе источњачких сефардских заједница и уступају место националним језицима држава у које су се Јевреји населили: холандском у Холандији, италијанским дијалектима у Италији, француском на југу Француске, немачком у Немачкој, енглеском у Великој Британији и САД, а шпански се очувао само у неким сегментима литургије.
Са Сефардима на Балкану је поприлично другачији случај из два разлога. Први - они више нису били у Шпанији у време када се кастиљански доста изменио, и други - како се у својим новим домовинама нису пуно мешали са домаћим становништвом, нису учили њихове језике већ су користили свој judeo-español, који је представљао њихов национални идентитет.
Током XVI и XVII века језици на Иберијском полуострву се утврђују у један, кастиљански, који сада представља независни шпански језик. Тако сефардски језик, judeo-español и кастиљански постају два различита система. Дакле, judeo-español је средство комуникације Сефардских Јевреја током четири века.
У књижевном стваралаштву Сефарда можемо разликовати два географска подручја. Прво је подручје Османског царства и држава које су се појавиле након његовог распарчавања, а посебно градови Константинопољ, Солун, Измир, Јерусалим, Софија, Београд, Александрија, Беч. На овом подручју производи се обимна књижевност на judeo-español-у, а у њој такође има и елемената усменог предања. Друго подручје је северна Африка, у основи Мароко, у коме су сачувани многи елементи усмене традиције. Практично не постоји књижевно стваралаштво писано на дијалекту judeo-español-a у Мароку који се зове jaquetía.
Штампарије у Италији, у Пизи, Венецији и Ливорну, где се штампао велики број дела објављиваних на Балкану, која су се ширила и у Мароко и на Гибралтар, у зоне где у том времену и дуго после тога није било штампарија. На овај начин италијански градови, а посебно Ливорно, постају културолошки мост између Сефарда са истока Европе и северне Африке.
Развој сефардске књижевности можемо по културно-историјским критеријумима хронолошки поделити на:
1. период пре XVI века - период утемељивања књижевности
2. почетак XVIII века - почетна тачка успона књижевности
3. средина XIX века - почетак отварања сефардске културе Балканских Сефардских Јевреја према западњачкој култури.

До Другог светског рата углавном се књижевна дела пишу хебрејским писмом.
Књижевност на judeo-español-у можемо поделити у три врсте:
1. верска књижевност - наследна
2. световна књижевност - усвојена
3. књижевност која се преноси кроз усмену традицију;

За Сефарде, као и за све Јевреје уопште, „религиозно” је категорија која превазилази оно теолошко или научно, која нема јасно дефинисане границе, која заокружује оно што чини научно и искуствено наслеђе Јевреја акумулиране са доласком нових генерација.
Узимајући у вид такво схватање религиозног, може се сматрати да је књижевност до средине XIX века у целости религиозна. Од средине XIX века верска, односно наследна књижевност се не прекида, али почиње да коегзистира са сличним жанровима.
Паралелно са верским и световним жанровима развија се и усмена књижевност, односно традиционални жанрови углавном усменог преношења, какви су romancero, cancionero , refranero и популарне кратке приче.
Сефардска књижевност грубо се може поделити хронолошки на:
1. књижевно стваралаштво XVI века и преводе Библије
2. XVIII век као Златни век сефардске књижевности
3. XIX век и улазак европских утицаја у сефардској књижевности

### Књижевно стваралаштво XVI века и преводи Библије
У овом периоду пишу се дела која као извор инспирације имају традиционалну јеврејску мисао. Већина ових дела објављена је у другој половини XVI века и зна се да су биле посвећене враћању преобраћених Јевреја из католицизма у јудаизам, који су, у великој мери покрштени, одлазили у Османско царство.
Начини превођења који су се користили били су развијени још пре протеривања са простора данашње Шпаније, и они се могу наћи првенствено у текстовима на хебрејском који су се преводили за сврхе службе у синагогама, литургијских песама и говора и других дела везаних за религијски живот, као што су књиге у којима се говори о моралу, Pirque abot и Хагада, која се чита у ноћи Ускрса.

### XVIII век као Златни век сефардске књижевности
После XVII века, који је прошао тихо, без много нових и значајних дела, у коме су рађена штампана издања дотадашњих манускрипта, у XVIII веку долази до експанзије писања дела на judeo-español-у, када су створене стотине нових дела. Овај темпо трајаће до уласка у XX век.
У XVII веку, после укидања секте Сабатаја Цевија, јавља се група аутора који су знали хебрејски и имали рабиничка знања, који преузимају да задатак пружања религиозно-наследних јеврејских учења њиховим јеврејским саплеменицима са циљем да их подрже у проналажењу њиховог религијског идентитета. Ова комуникација није могла да се одвија на хебрејском, већ се за то морао користити језик који је свума разумљив, што је био judeo-español. Захваљујући делима тих рабина, овај век се назива Златним веком сефардске књижевности.

### XIX век и улазак европских утицаја у сефардској књижевности
У XIX веку сефардски свет присуствује комплетној културној обнови која укида догме предака и руши традиционалне обрасце који су током векова остали готово нетакнути у заједницама на Балкану. У ово време почињу да се стварају дела слободног изражавања и креирања на judeo-español-у. Промене се манифестују баш код укидања устаљених обичаја и у отварању нејеврејске западњачке културе Сефардима. На то утичу и историјске прилике почев од Руско-турског рата 1877. до Балканских ратова из 1912. и 1913, а и постромантични интерес запада за исток (Виктор Иго, Шатобријан, Бајрон, Делакроа).
Долази до интересовања шпанских филолога за проучавање Сефардске културе.
С краја XIX века, па до почетка Другог светског рата, верски текстови почињу да коегзистирају са новијим родовима који се пишу и на judeo-español-у: новинарство, позориште, приповедно стваралаштво, од којих су најзначајнији научна проза и и периодична штампа.

### Сефардска књижевност и позориште на тлу бивше Југославије
Сефарди на територији јужнословенских земаља су неговали писану културну традицију. Текстови су били национално-верског карактера, али је већ у XVI веку почела да опада активност њихових аутора – учитеља и рабина. Што се тиче усменог предања на ладину, оно се одржало до половине XX века. Њему су били додати оријентални, балкански и словенски елементи и био је једини облик световне књижевности код сефардских Јевреја.
У оквиру сефардског књижевног наслеђа истичу се романсе, приче, баладе, као и изреке и пословице, које су наставили да осмишљавају и након доласка на Балканско полуострво. Народну лирику чине кантикас, односно љубавне песме, индећас – тужбалице и романсе, тј. народне баладе. Временом, под утицајем новог окружења, додају се нове речи, ликови и догађаји којих није било у првобитној верзији из Шпаније.
Позоришне представе су Сефарди изводили још у XVIII веку и тада је било забрањено хришћанима да присуствују. Оне су углавном биле одржавале поводом највеселијег јеврејског празника, Пурима. У Сарајеву је прва представа била „Јуда Макаби”, изведена 1888. на ладину. У XX се већ јављају бројни сефардски писци позоришних комада, као А. Капон, Лаура Папо Бохорета или Шабатај Џаен. Следе и аутори који су стварали на српскохрватском или на њега преводили са ладина: Давид Албала, Исак Самоковлија, Жак Конфино, Хајим и Бенко Давичо.
Најуспешнији и најпознатији сефардски писац у Србији је био Оскар Давичо (1909—1989). Овај надреалиста добитник је бројних награда и одликовања за своје стваралаштво. Јован Деретић, књижевни историчар, написао је да је Давичо својим талентом, стваралаштвом и ширином утицаја надмашио све остале књижевнике надреалисте.

## Сефардска уметност
Сефардска уметност је уметност заједница сефардских Јевреја широм Медитерана и у неким деловима северне Европе (посебно у Амстердаму) након прогона из Шпаније (1492) и Португалије (1496). Овај израз се такође односи на уметност Јевреја у средњовековним хришћанским шпанским краљевинама. Ове заједнице су створиле рукописе са изванредним минијатурама, међу којима се истичу Библије и Хагада.
Сефардска уметност се по много чему разликује од ашкенаске. То се огледа и у хебрејској калиграфији - код Сефарда постоје заобљени знаци који су у уметности Ашкеназа скоро коцкасти. И док сефардској уметности нису страни исламски и хиспански мотиви, у ашкенаској су присутнији елементи германских и словенских култура.
Најразвијенији облик јеврејске уметности је архитектура, која је најупечатљивија на сефардским синагогама. Најзначајније синагоге саграђене у средњовековној Шпанији су биле Ибн бен Шушан и Sinanoga del Transito у Толеду, као и Кордопска синагога.
Португалска синагога у Амстердаму је била најважнији културни центар холандске сефардске заједнице у новом веку. Холандско сликарство је оставило траг о присуству сефардских Јевреја у тој држави.
Најистакнутији сефардски уметник је био Камиј Писаро, дански сликар који је део живота провео у Француској. Био је један од првих импресиониста, али је насликао и костумбристичка и поентилистичка дела.

### Илуминирани рукописи
Украшени рукописи Сефарда и илуминација у јеврејским рукописима су били развијени пре свега у средњовековној Шпанији XII века. Они који су сачувани до данашњег дана углавном потичу из периода од друге половине XIII века до краја XV. Ова уметност је свој врхунац доживела у XIV и само је била прекинута антијеврејским побунама из 1391. године. Нека дела су била започета у Шпанији, а довршена у дијаспори након 1492. Међу сефардским рукописима су и хебрејске Библије и Хагаде које се користе током Пасхе, а осим њих има и разних религиозних, филозофских и научних текстова.

## Музика
Постоје три врсте сефардских песама – забавне, љубавне и духовне. Текстови могу бити на разним језицима, укључујући хебрејски и ладино. 
Песме које певају жене се обично певају током обављања послова у домаћинству, без музичке пратње. Понекад се користе даире и остале удараљке, пре свега у свадбеним песмама. Понекад се у сефардској музици користе и лауте, а неки модерни уметници укључују и мноштво не тако традиционалних инструмената.

## Сефардска религијска пракса, обичаји и право
Обреди, морал и закон код свих Јевреја засновани су на вери - јудаизму. Међутим, постоје извесне разлике у исповедању вере код Ашкеназа и код Сефарда. Сефарди не негују различиту деноминацију у оквиру јудаизма, већ је у питању само различита културна традиција, која делом проистиче и из саме историје и миграција Јевреја које данас називамо Сефардима. Како су се Јевреји из Шпаније после 1492. године раселили по Балкану, Блиском истоку и Малој Азији, јеврејски егзили преузимају водећу улогу у већ постојећим јеврејским заједницама те су остале јеврејске групе, као што су Мизрахи, прилагођавали своје обичаје сефардским или су их у потпуности прихватали.
Јеврејско право базирано је на Тори, светој књизи јудаизма, која је допуњена Талмудом, збиркама рабинских расправа о праву, етици, моралу, обичајима и историји. После протеривања из Шпаније, јеврејско право записао је Јозеф Каро (Joseph Caro) у делу Beth Yosef, консултујући дела ауторитета која су му била доступна, међу којима су и Мајмонидова (Maimonides). Каро је у овом делу несвесно искључио ауторитативна несефардска дела, али сматрао је да су обичаји Ашкеназа забележени делом Асхера Бена Јехиела (Asher Ben Yehiel).
Beth Yosef је данас прихваћен међу Сефардима као водећи ауторитет у јеврејском праву, али је исто тако и предмет полемике у учењима каснијих рабина појединих јеврејских заједница.

### Литургија
Све јеврејске литургије имају религијску традицију која води порекло из Јудеје и Галилеје, у њој има знатно мање палестинских обичаја. 
Разни покушаји стандардизације литургије су забележени још од времена Аврама Гаона, Садије Гаона (Saadia Gaon), Шеломоха Бен Натана (Shelomoh Ben Natan) и Мајмонидеса. Сви они у својим учењима имају учења Геонима, али показују препознатљив развој који води актуелном сефардском тексту.
Данашња литургија сефардских Јевреја требало би да буде посматрана као производ постепеног приближавања оригиналних локалних ритуала и ритуала северноафричке гране Јевреја који гаје вавилонске обичаје, са утицајима литургије из времена визиготског краљевства, у чијим утицајима има и одлика палестинских ритуала. 
Упркос овом приближавању различитих ритуала, постојале су и разлике између литургија на различитим деловима Иберијског полуострва. Португалски и каталонски ритуали су се унеколико разликовали од кастиљанских, који су образовали основ касније сефардске традиције.
После протеривања Јевреја из Шпаније, Сефарди су преносили своје литургијске обреде кроз арапске и отоманске територије, где су основали заједнице, очувајући првобитно разлике између њих и локалног становништва. У то време, у Солуну, на пример, постојало је више од 20 синагога и у свакој су се поштовали ритуали различитих јеврејских заједница из Шпаније или Португалије.
У периоду од XVI до XIX века јеврејске заједнице су прилагођавале већ постојеће литургије, од којих су многе имале сличности са сефардским, како би пратили шпанске ритуале, на онолико начина на колико је било могуће, и то из више разлога: 
1. изгнаници из Шпаније су се сматрали елитом и подарили су много главних рабина државама у које су дошли
2. по изуму штампарије, јеврејски молитвеник Сидур био је штампан у великим количинама, па су они који су штампали или наручивали морали да се одлуче за сефардску или за ашкенаску варијанту текста, што је довело до заборављања и ишчезавања осталих локалних обичаја, какви су били, нпр. провансалски
3. утицај кабалистичког учења Исака Лурије (Isaac Luria): дужност сваког Јевреја је да се придржава наследне традиције, тако да његове молитве достигну врата раја која одговарају његовом племенском идентитету. Он је осмислио систем молитвених ритуала за своје следбенике који је забележио у венецијански примерак шпанског и португалског молитвеника. Ова теорија се развила дотле да се сматрало да је овај сефардски ритуал имао спиритуалну моћ да се њиме достигну „тринаеста врата у рају” за оне који нису знали које је њихово спиритуално племе. Молитва у овом облику могла је у потпуном поверењу бити понуђена свима.

Утицаји луријанско-сефардског ритуала су се проширили и на делове ван Отоманског царства где није било шпанских изгнаника, као што је Иран.
У XIX веку објављена је серија молитвеника у Ливорну, која је укључивала и кабалистичке додатке молитвама, а молитвеници су били намењени јавној употреби. Касније постају стандард у свим сефардским заједницама са локалним варијацијама очуваним само у усменој традицији. Касније се многи сефардски молитвеници објављују у Бечу и бивају намењени заједницама на Балкану.
У данашње време користе се молитвеници оријентално-сефардског карактера, едиције из Ливорна из XIX века или пак молитвеници са кабалистичком обичајима и ритуалима.
У већој мери разликују се само литургија шпанских и португалских Сефарда од осталих јер представља старији и аутентичнији текст од варијанти литургија заједница источних Сефарда (које се међусобно разликују веома мало), има мање кабалистичких додатака, а показује и одређене италијанске утицаје.
Разлика између свих ових варијанти постоји само на нивоу детаљности формулације текста (уметање или изостављање реченица, пасуса итд); структурално сви сефардски ритуали веома су слични.

## Ладино
Ладино је варијетет који је коришћен у писаним религијским текстовима и под великим је утицајем хебрејског, којим су говорили Сефарди на Иберијском полуострву до XV века. Често се меша са ђудео-еспањолом. То је варијетет који је коришћен у свим осталим доменима: кућа, улица, јавни живот унутар заједнице, итд.
Ладино је преткласични шпански са структуралним и лексичким позајмљеницама из језика са којима су Сефарди долазили у контакт (турски, грчки, српски, бугарски).
Био је писан хебрејским алфабетом, писмом Раши, а од XX века латинским алфабетом.
Данас се ладино говори у неким деловима Израела, а број говорника је непознат. У Израелу данас постоје две радио-станице на ладину, као и часопис Аурора.
Ладино је језик Сефарда, Јевреја протераних из Шпаније и Португалије, који су се населили и код нас, тј. у Отоманску империју у XVI веку, и њихових потомака. Реч ладино потиче од речи enladinar, што значи превођење са хебрејског на шпански језик. 
Постоје два дијалекта ладина који се деле по томе одакле су дошли људи који га говоре:
1. Источни ладино се говорио у Турској и на Родосу.
2. Западни ладино се говорио у Грчкој, Македонији, Босни, Србији и Румунији и представља очуване карактеристике језика северне Шпаније, Каталоније и Португалије.

Ладино речник има стотине старих шпанских речи које су нестале из данашњег говорног језика, а такође укључује многе речи које су преузели од локалног језика из крајева где су се Јевреји тада насељавали.

## Гастрономија
Одлике сефардске гастрономије уско су повезане са верским обичајима јудаизма и може се рећи да чине саставни део медитеранске кухиње због употребе састојака из те зоне Европе, са примесом мистицизма у изради неких од традиционалних рецепата. Садржи јасан утицај арапске кухиње и временом стиче неке одлике турске кухиње.
Састојци који се користе у овој кухињи у складу са правилима Кашрута, који је јасно одредио који састојци су дозвољени или забрањени у саставу јела и какве се мешавине се могу правити. Без обзира на то, сви састојци из медитеранске кухиње који нису забрањени се користе. Главни састојак су житарице, у облику хлеба. Суво, махунасто поврће је друго по важности. Житарице су се најчешће користиле за прављење хлеба или у кашама. Хришћани и Јевреји више су волели да спремају хлеб неко каше, док су Мавари више волели густе супе. Пшеница и јечам су били уобичајени, кукуруз у мањим количинама, с обзиром да се узгајао само у зони Леванте. Хлеб који су Сефарди правили разликовао се од хришћанског у употреби ферментације смесе при коришћењу квасца. Сефардски хлеб је био хлеб без квасца (pan ázimo), није вршио ферментацију и био је сувљи и мање сунђераст и шупљикав него хришћански. Он је и даље веома заступљен у сефардској кухињи. За најомиљеније поврће се може рећи да је био плави патлиџан. У La cantiga de las berenjenas наведено је тридесет и пет начина за његово припремање.
Од поврћа су још користили и купус, кисели купус, спанаћ, артичоке, роткве, целер и репа. Већина овог поврћа користила се за прављење густих супа, заједно са рибом или месом. Бели лук и црни лук карактеристични су и веома заступљени. И хришћани и Сефарди су храну припремали с маслиновим уљем. Доста су користили леблебије и пасуљ, поготово у јелу алдафина, које се састојало од леблебија, пасуља и јагњетине.
Од воћа су највише јели поморанџе, јабуке, диње, брескве, смокве, трешње, грожђе и банане.
Јели су јагњетину, пилетину, грлице и голубове, изнутрице, док су телетина ређе. Из религиозних разлога нису смели да једу свињетину и зечетину. Често су користили млевено месо у кувању.
Риба је била честа у њиховој исхрани, највише туњевина, сардине, ослић, мрена и орада. Од риба било је забрањено јести јегуље, мале ајкуле и плодове мора. Риба се спремала на многе начине, почевши од pescado cocho (типичан јеврејски рецепт, рибљи паприкаш са луком, плавим патлиџаном, зачињено бибером и коријандером), рибљих ћуфти, тарамо салата, Еscabeche, пржена, и тако даље. Биле су познате и емпанаде рибље, поготово са туњевином.
Од зачина су значајни ким и коријандер, шафран, за заслађивање цимет, мошус, лаванда и анис.
Јела су припремана посебним техникама, маринирана у сирћету и углавном су садржала месо или рибу. Такође су карактеристичне еmpanadas и cocidos.

## Истакнути Сефарди
- Луис Басат – каталонски публициста сефардског порекла, рођен у Барселони 6. октобра 1941. године. Укупно је објавио четири књиге: El libro rojo de la publicidad, El libro rojo de las marcas, Confesiones personales de un publicista и Inteligencia comercial
- Елена Бенароћ – светски позната шпанска модна креаторка сефардског порекла
- Антонио Енрикес Гомес (1601—1661) – шпански драматург, песник и романописац, португаласко-јеврејског порекла, једним делом живота био је познат и под називом Енрике Енрикес де Пас
- Абрахам Меса – банкар, истакнути члан сефардске заједнице, помоћник Симона Боливара

## Сефардске пословице
Коn buenas si avrin las puertas de fiero, kon malas ni di palo.— Лепа реч гвоздена врата отвара, лоша ни дрвена.
La mentira no tiene pies.— Лаж ногу нема.

## Галерија
| - Синагога Eliyahu Hanavi - Детаљ из синагоге Eliahu Hanavi - Синагога у Валенсији - Парк Марије Луисе у Шпанији - Јеврејска четврт - Ладино јеврејски клуб у Битољу |